# 楊中化

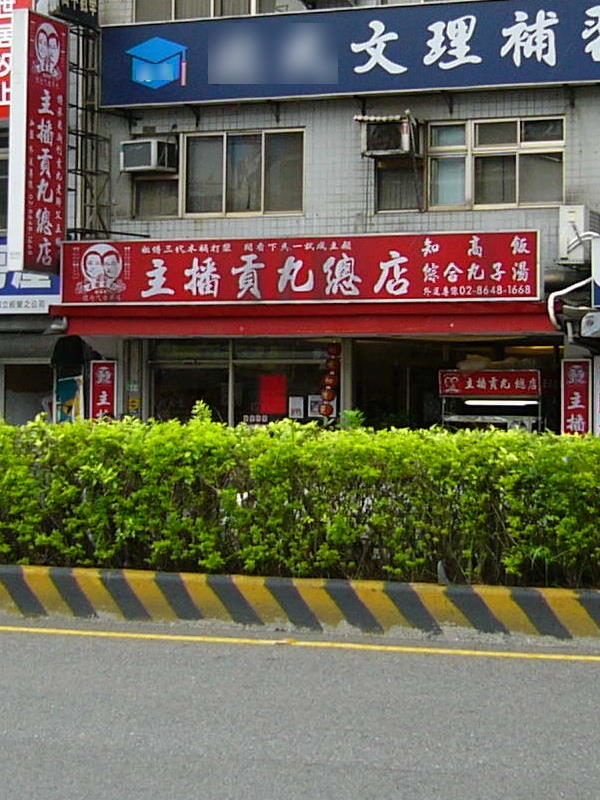
楊中化貢丸店

楊中化，台灣前三立電視主播，台灣新竹市人。1988年客串電影《春秋茶室》，退伍後任職真相新聞網記者。1997年考上SET電視台記者，1998年升任主播，之後升任社會中心副主任。2006年報導一則控訴生技公司斂財的新聞被對方控告涉嫌《中華民國刑法》加重誹謗罪，春節前被三立電視新聞部留職停薪。因遭三立新聞部高層構陷，楊中化被迫在2008年離開三立電視。楊中化離開三立電視以後，以賣貢丸維生。現為爆漿大貢丸創辦人。妻為台視新聞林秀慧。

## 學歷
- 世新大學傳播研究所/廣電系。

## 經歷
- 曾任空軍廣播電台中尉新聞官。
- 曾任三立電視記者、主播。
- 三立新聞部特案組組長。
- 三立新聞部社會新聞中心副主任。

## 演出作品

### 電影
- 《春秋茶室》客串飾演張艾嘉兒子的同學。

## 外部連結
- 主播楊中化 爆漿大貢丸粉絲團的Facebook專頁